# مشيمة (بيض)

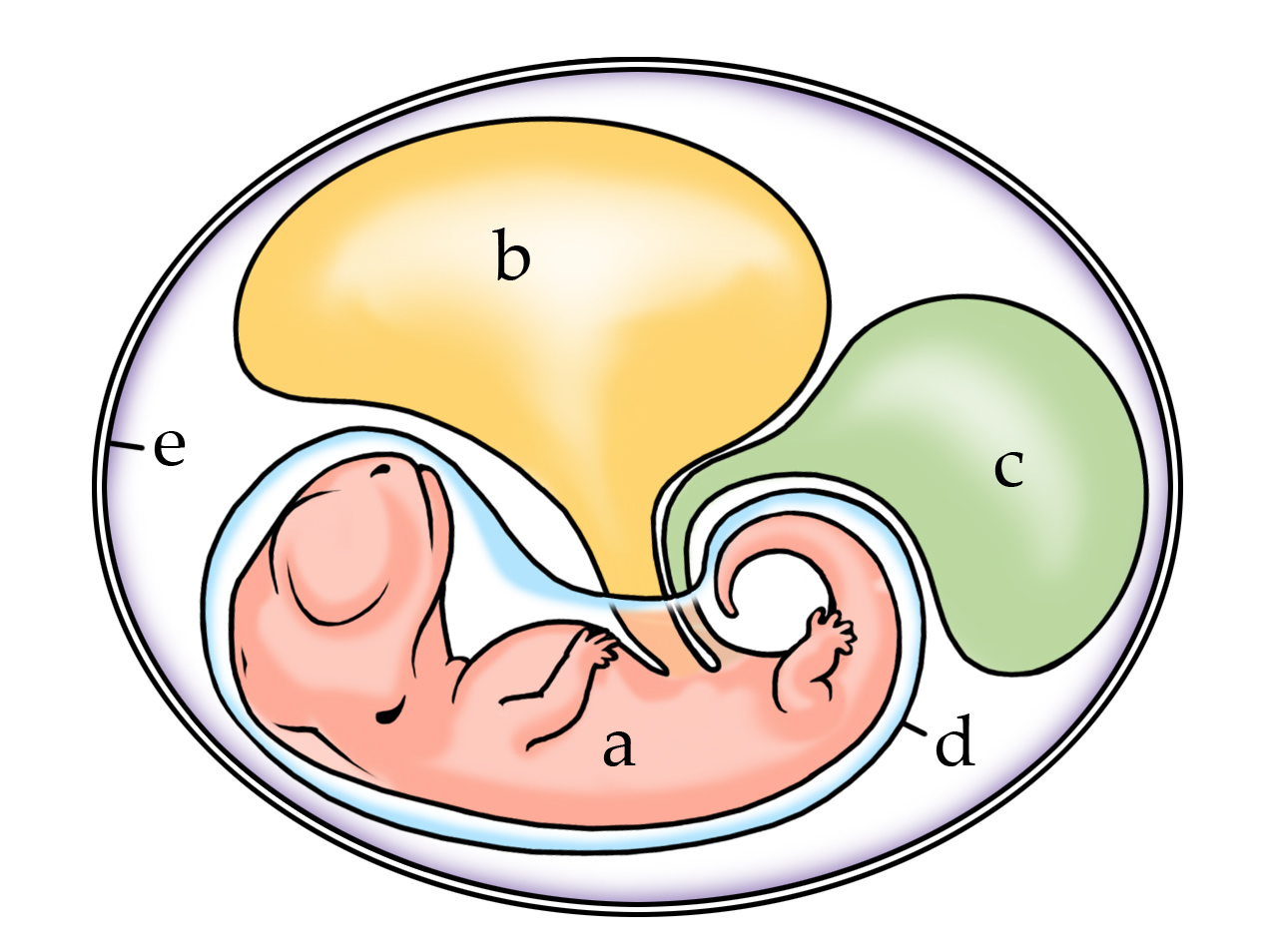

المشيمة أو المشيماء هي الغشاء الخارجي المحيط بـالجنين في الثدييات والطيور والزواحف. وتتكون المشيمة من طية خارجية على سطح الكيس المحي الذي يقع خارج الغلاف المحي وتنمو عن طريق الخلايا الجريبية في حين يكون البيض في المبيض.

## وظيفتها في الحيوانات السلوية
المشيمة هي أحد أربعة أغشية محيطة بالجنين تتمثل وظيفتها في بناء البيض السلوي الذي يوفر للجنين الغذاء والحماية المطلوبة لبقائه حيًا. وتقع المشيمة أسفل الجانب الأيمن من الزلال الذي يعد هو بياض البيض وقشره. وتحيط المشيمة بالجنين وباقي الجهاز الجنيني. وتزداد الحاجة إلى الأكسجين مع نمو الجنين وتطوره. وتندمج المشيمة والسقاء مكونان غشاء سقائي مشيمائي لتعويض النقص في الأكسجين. ويتكون بناء على هذا الاتحاد غشاء مزدوج يعمل على إزالة ثاني أكسيد الكربون والتزويد بالأكسجين عن طريق امتصاصه من القشرة المسامية. وعندما يحين وقت الفقس، ينفصل الجنين عن المشيمة بخروجه من القشرة.

## الحواشي
1. ↑  Chapman, R.F. (1998) "The insects: structure and function", Section The egg and embryology. Previewed in Google Books  on 26 Sep 2009. نسخة محفوظة 14 أبريل 2020 على موقع واي باك مشين.